# Never Let Me Down
Never Let Me Down é o décimo sétimo álbum de estúdio de David Bowie, lançado em abril de 1987 pela EMI. Bowie concebeu o álbum como a fundação para uma turnê teatral mundial, tendo composto e gravado a maior parte das canções na Suíça. Ele considerou o álbum uma volta à música rock. Três singles foram lançados a partir do álbum, "Day-In Day-Out", "Time Will Crawl" e "Never Let Me Down", todos atingindo o Top 40 britânico.
Um dos maiores sucessos comerciais de Bowie, Never Let Me Down foi certificado com Disco de Ouro pela RIAA no início de julho de 1987, menos de três meses após seu lançamento, e entrou para o top 10 em vários países da Europa, apesar de só ter alcançado o n°34 nas paradas estadunidenses. Apesar do sucesso comercial, o álbum foi mal recebido por fãs e críticos, que frequentemente veem a segunda metade dos anos 1980 como um ponto baixo da criatividade e da integridade musical de Bowie. Mais tarde, Bowie se distanciou do álbum, mas admitiu ter um apreço por muitas das faixas do álbum, até fazendo um remix de "Time Will Crawl" (uma de suas canções prediletas) para a coletânea retrospectiva iSelect (2008).
Para promover o álbum, Bowie realizou a Glass Spider Tour, uma turnê mundial que, na época, foi a maior, mais teatral e mais elaborada turnê que o cantor empreendera em sua carreira. A turnê, assim como o álbum, foi bem-sucedida comercialmente, porém grande alvo de críticas. O fracasso do álbum e da turnê nas críticas foi um dos fatores que levaram Bowie a procurar uma nova forma de motivação criativa para si, levando-o a criar a banda Tin Machine em 1989 e modificar seu repertório de shows durante a turnê Sound + Vision, de 1990. Bowie não lançou outro álbum solo até Black Tie White Noise, de 1993.

## Desenvolvimento do álbum

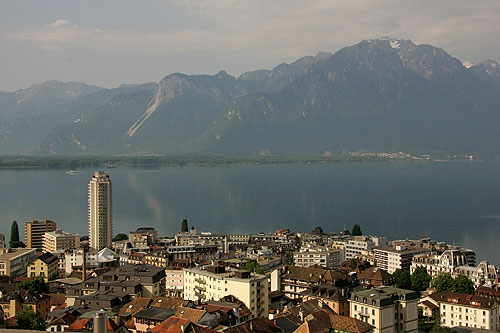
Vista de Montreux, na Suíça, onde Bowie gravou o álbum.

Após a ascensão da sua fama e o sucesso do álbum Let's Dance, de 1983, e da subsequente turnê Serious Moonlight Tour, Bowie se sentiu desconexo da sua nova grande base de fãs, e após a má recepção de Tonight (1984), ele estava tentando fazer o próximo álbum de forma diferente. Segundo David Buckley, biógrafo de Bowie, diferentemente do que outros autores afirmam, o cantor não tinha "se encontrado"; muito pelo contrário: "ele perdera virtualmente todo o sentido de como se relacionava com sua arte". Como resultado, Bowie disse que gostaria de voltar a gravar com um pequeno grupo de rock que tivera anteriormente em sua carreira, e que fez o álbum como "um movimento de volta à música rock. Muito diretamente." Bowie sentia que o som e o estilo do seu novo álbum lembravam o disco Scary Monsters (1980) e eram menos parecidos com seus últimos álbuns.
Bowie passou meados de 1986 na sua casa na Suíça compondo com seu amigo Iggy Pop. Ele escreveu Never Let Me Down com a intenção de tocar canções num show teatral. Então, ele gravou algumas demos com Erdal Kızılçay antes de trabalhar no álbum com a banda completa. Pela primeira vez desde o álbum Scary Monsters, Bowie tocou instrumentos no disco, além de cantar. Para algumas faixas do álbum, Bowie tocou teclado, sintetizador, guitarra rítmica e, em duas faixas do álbum ("New York's in Love" e "'87 and Cry"), ele tocou a guitarra principal.
O álbum levou três meses para ser composto e gravado. Bowie reconheceu que as canções no álbum não continham um estilo musical coeso, afirmando que isso refletia o seu eclético gosto musical na época e declarando que o álbum foi "um reflexo de todas os estilos de escrita que eu usara pelos anos anteriores."
O guitarrista Carlos Alomar classificou o álbum como "sem inspiração", tanto pelo novo método de Bowie, que ia contra o seu experimentalismo dos anos 1970, como pela pressão externa da EMI. Bowie deixara a RCA no início da década para alcançar novos patamares, mas a experiência com a gravadora acabou sendo frustrante. Segundo Alomar, Bowie "não queria ir para o estúdio e gravar um álbum", mas foi obrigado a isto. Aliado a estes fatores, havia o fato de que, não obstante a fortuna adquirida por Bowie ao longo dos anos, ele não estava feliz com sua vida pessoal, o que o levou a reflexões sobre sua carreira e sobre o que desejava ser.

## Desenvolvimento das canções
Bowie escreveu a principal faixa do álbum, "Day-In-Day-Out", devido à sua preocupação com o tratamento recebido pelos sem-teto nos Estados Unidos, e queria se posicionar quanto ao assunto. Algumas redes baniram o vídeo da faixa, o que Bowie achou ridículo. A canção também foi o principal single do álbum. Uma versão com a faixa cantada em espanhol foi lançada em 2007, quando o EP "Day-In Day-Out" foi lançado digitalmente.

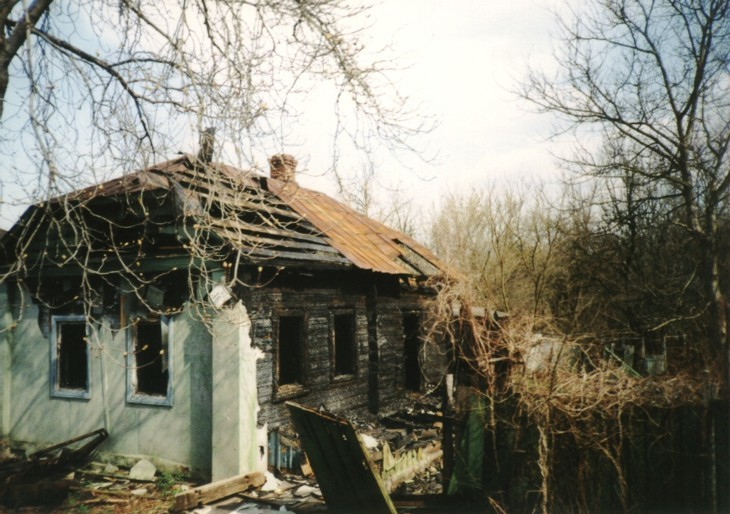
Uma das inspirações para a canção "Tim Will Crawl" foi o desastre de Chernobil, ocorrido em 1986.

"Time Will Crawl", que Bowie declarou ser sua faixa favorita do álbum, foi inspirada pelos acontecimentos do desastre de Chernobil e pela ideia de que alguém do seu próprio bairro poderia ser o responsável pelo fim do mundo. Bowie disse que seus vocais na canção "deviam muito a Neil Young", e observou que a variedade de vozes usadas no álbum foi uma referência às múltiplas influências musicais que tivera no passado. Bowie tocou a canção no programa Top of the Pops, da BBC, mas essa performance nunca foi ao ar. Essa faixa foi o segundo single do álbum.
A faixa-título, "Never Let Me Down", é sobre Coco Schwab, assistente pessoal de longa data do cantor. Bowie escreveu a canção como uma referência direta ao seu relacionamento com Coco, de modo a formar um contraste com o resto das faixas do álbum, que ele via como majoritariamente alegóricas. A canção foi a última escrita para o álbum, composta e gravada em um dia durante a última semana de mixagem do disco nos Power Station studios, em Nova York. Bowie atribuiu sua performance vocal na canção a John Lennon. A canção também foi tocada no Top of the Pops, indo ao ar, primeiramente, na versão americana do programa. Essa faixa foi regravada e lançada como o terceiro single do álbum. Mais tarde, um crítico chamou a canção de "uma das faixas mais subestimadas" de Bowie.

"É um título pomposinho, né? Visto fora de contexto, é bastante abrasivo,    mas no contexto da canção e das faixas no álbum, acho que é algo irônico para ser usado como título.  É também há algo de vaudevilliano na capa. Os dois [título e capa], combinados, são um pouco cômicos."

David Bowie, sobre a capa e o título do álbum.
Bowie chamou a faixa "Beat of Your Drum" uma canção de Lolita, uma "reflexão sobre garotas jovens... Meu Deus, ela só tem catorze anos, mas ser preso vale a pena!"
A canção "Zeroes", que a Rolling Stone disse ser a canção mais animadora e bem-sucedida do álbum, é, de acordo com Bowie, uma viagem nostálgica: "Eu queria colocar todos os clichês dos anos 60 em que eu podia pensar! 'Parando, e rezando, e deixando o amor entrar,' todas essas coisas. Eu espero que haja uma indicação bem-humorada na música. Mas o sub-texto é definitivamente o de que os aparatos do rock não são o que foram feitos para ser."
A faixa "Glass Spider" é um tipo de estória mitológica baseada num documentário que Bowie vira sobre viúvas-negras que dizia que as aranhas deixam os esqueletos de suas presas em suas teias. Bowie também achou que a teia da Glass Spider ("Aranha de Vidro") daria um bom cenário para a turnê, assim criando o nome e os figurinos de palco da turnê de apoio do álbum.
O ator Mickey Rourke pediu a Bowie para participar de uma das canções, sendo que os dois se conheceram em Londres, onde Rourke estava enquanto gravava o filme A Prayer for the Dying. Rourke cantou o rap da canção "Shining Star (Makin' My Love)." Bowie, jocosamente, referiu-se à performance de Rourke como um "rap metodológico". Bowie descreveu a canção como algo que "reflete situações da vida real, e como as pessoas estão tentando se unir em face a tantos desastres e catástrofes, socialmente, nunca sabendo se elas mesmas sobreviverão. A única coisa que têm em para se segurarem é o outro; apesar disso poder resultar em algo terrível, é a única coisa que têm. É só uma cançãozinha de amor vinda desse ambiente." Ele rejeitou a ideia de que a sua voz "alta e pequena" (que atribuiu a Smokey Robinson) na canção era um novo personagem (que seguiria Ziggy Stardust ou o Thin White Duke), dizendo que, na verdade, era só o que a faixa precisava, já que tentara cantar com sua voz usual e não gostara do resultado: "Isso nunca me incomodou, mudar vozes para se adequar a uma faixa. Você pode brincar com isso." "Shinnig Star" foi uma das primeiras escolhas de Bowie para single do álbum, mas EMI teve a palavra final e não lançou a canção como single. Um remix da faixa foi disponibilizado no iTunes quando o EP "Never Let me Down" foi lançado digitalmente, em 2007, pela primeira vez.

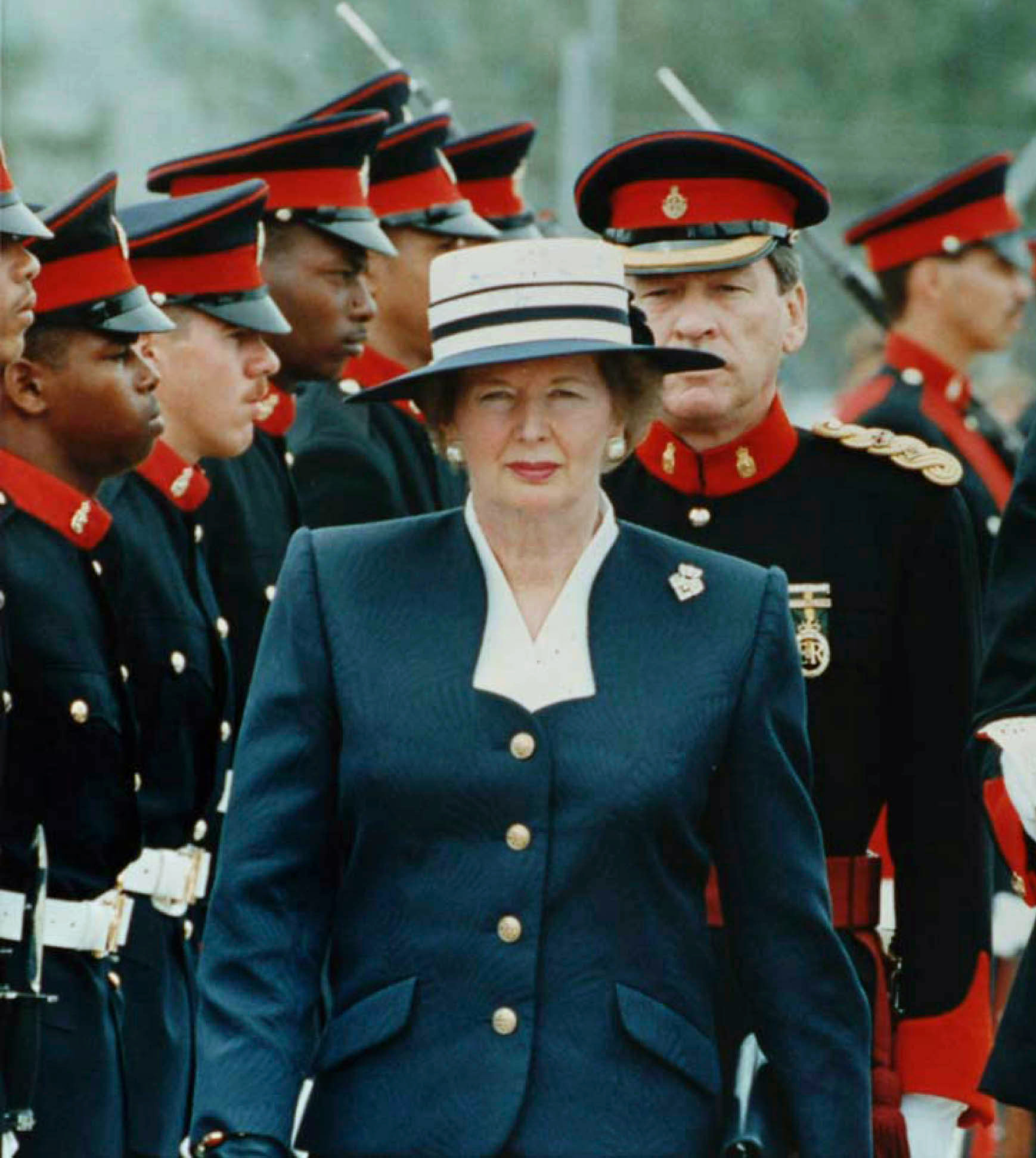
"'87 & Cry" foi originalmente escrita por Bowie como um posicionamento sobre Margaret Thatcher, então primeira-ministra do Reino Unido.

Bowie chamou "New York's in Love" de uma canção sarcástica sobre a vaidade das cidades grandes.
Bowie originalmente escreveu a canção "'87 & Cry" como um posicionamento sobre Margaret Thatcher, que, na época, era a Primeira-ministra do Reino Unido. A canção se referia à distinção entre o governo autoritário e os cidadãos (os "cães"), e Bowie admitiu que a letra beirava o surreal, descrevendo pessoas "comendo as energias dos outros para conseguirem o que queriam." A faixa foi lançada como lado B do terceiro single do álbum, "Never Let Me Down".
"Too Dizzy" foi a primeira canção escrita por Bowie e seu novo colaborador, Erdal Kizilcay, para o álbum, feita como uma homenagem aos anos 1950. Bowie disse que "os verdadeiros assuntos dos anos 50 ou eram amor, ou eram ciúmes, então pensei em falar sobre ciúmes, porque é muito mais interessante". Na época, Bowie chamou a faixa de um "desperdício" e pareceu surpreso de tê-la incluído no álbum. A canção foi retirada dos relançamentos subsequentes de Never Let Me Down.
Quando perguntado sobre sua escolha em incluir "Bang Bang", de Iggy Pop, no álbum (ao invés de possivelmente co-escrever uma nova faixa), Bowie afirmou: "Iggy fez tantas coisas boas que as pessoas acabam nunca ouvindo... Acho que essa é uma das suas melhores canções, 'Bang Bang', e ainda não foi ouvida, e agora talvez seja." "Bang Bang" foi lançada como single promocional em CD em 1987.
No geral, Bowie resumiu o álbum após seu lançamento, em 1987, como um esforço para "restabelecer o que eu costumava fazer, que era um álbum orientado pelas guitarras. Acho que o próximo álbum será ainda mais assim". Seu trabalho seguinte seria Tin Machine (1989), álbum de rock orientado pelas guitarras.

## Recepção da crítica
| Críticas profissionais        | Críticas profissionais |
| Avaliações da crítica         | Avaliações da crítica  |
| Fonte                         | Avaliação              |
| ----------------------------- | ---------------------- |
| Allmusic                      | [ 17 ]                 |
| People                        | (mista)                |
| Robert Christgau              | C+                     |
| MusicHound                    | "woof"                 |
| Rolling Stone                 | (desfovorável)         |
| The Rolling Stone Album Guide | [ 27 ]                 |
| Spin                          | (favorável)            |
| Trouser Press                 | (desfavorável)         |

As vendas iniciais do disco foram altas, mas diminuíram decepcionantemente, já que as resenhas do álbum foram mistas e não muito positivas. Ira Robbins escreveu que "apesar da casual excursão pelo rock barulhento... parece, à primeira vista, ser impetuoso e leve, o primeiro lado sendo bastante bom, oferecendo letras provocativas de cultura pop com entusiasmo primário e suporte despreocupado." Em 1987, a revista Spin chamou o álbum de "uma obra realizada com inspiração e brilhantismo. Está carregada de um espírito positivo que faz da arte um alimento para a alma; imbuída com a energia contagiante que dá às pernas a ideia de dançar", mas, em 1989, outro crítico da revista chamou o álbum de "decepcionante". A Rolling Stone chamou o álbum de "um pastiche bizarro e despreocupado, com elementos de todos os Bowies anteriores," "sem foco," e possivelmente "o álbum mais barulhento e desleixado de Bowie. [...] Ser barulhento e desleixado não é necessariamente algo ruim, mas sinto em dizer, Never Let Me Down é, também, uma espécie de bagunça." Outro crítico manteve um otimismo geral para o potencial das faixas do álbum, reclamando somente que a "produção opressiva" arruinara as canções. A Billboard, em sua retrospectiva de 1987, chamou Never Let Me Down de "provavelmente o disco mais subestimado do ano" e considerou o álbum a "Escolha dos Críticos" do ano.
À época, Bowie não estava preocupado com a performance relativamente fraca do álbum nas paradas, dizendo: "Eu fiz quase vinte álbuns na minha carreira, e, até agora, esse é o terceiro mais vendido de todos. Então não posso estar muito decepcionado. Mas mesmo assim, é uma decepção que não tenha sido tão dinâmico como deveria. [...] Mas eu realmente não me sinto pessimista em relação ao disco. Pelo que eu sei, é um dos melhores álbuns que já fiz. Como eu disse: Never Let Me Down vendeu muito para mim. Então, estou bastante feliz." Apesar das crescentes críticas da imprensa, Bowie disse que Never Let Me Down foi um dos álbuns mais aprazíveis e energéticos que fizera num bom tempo.

## Imagem pública

Bowie na capa da revista Musician de agosto de 1987: "de volta ao alto nível".

Bowie, tendo feito quarenta anos no ano em que o álbum foi lançado, apareceu diversas vezes em capas de revista durante 1987. Ele apareceu ao lado de Tina Turner na capa da revista In Fashion (com a expressão "Forever cool" - "Sempre arrojados"), e sozinho na capa da Musician e na edição "Style" de aniversário de vinte anos da Rolling Stone, parte de uma série de fotografias da época tiradas pelo fotógrafo Herb Ritts. Artigos sobre o álbum e a turnê de Bowie apareceram em revistas adolescentes como Mademoiselle e Teen, sendo que a primeira chamou Bowie de "o candidato principal para a personagem mais legal do rock." Bowie foi escolhido como um das mais expressivas pop stars do ano (1987) na retrospectiva de fim do ano da Billboard.

## Performances ao vivo

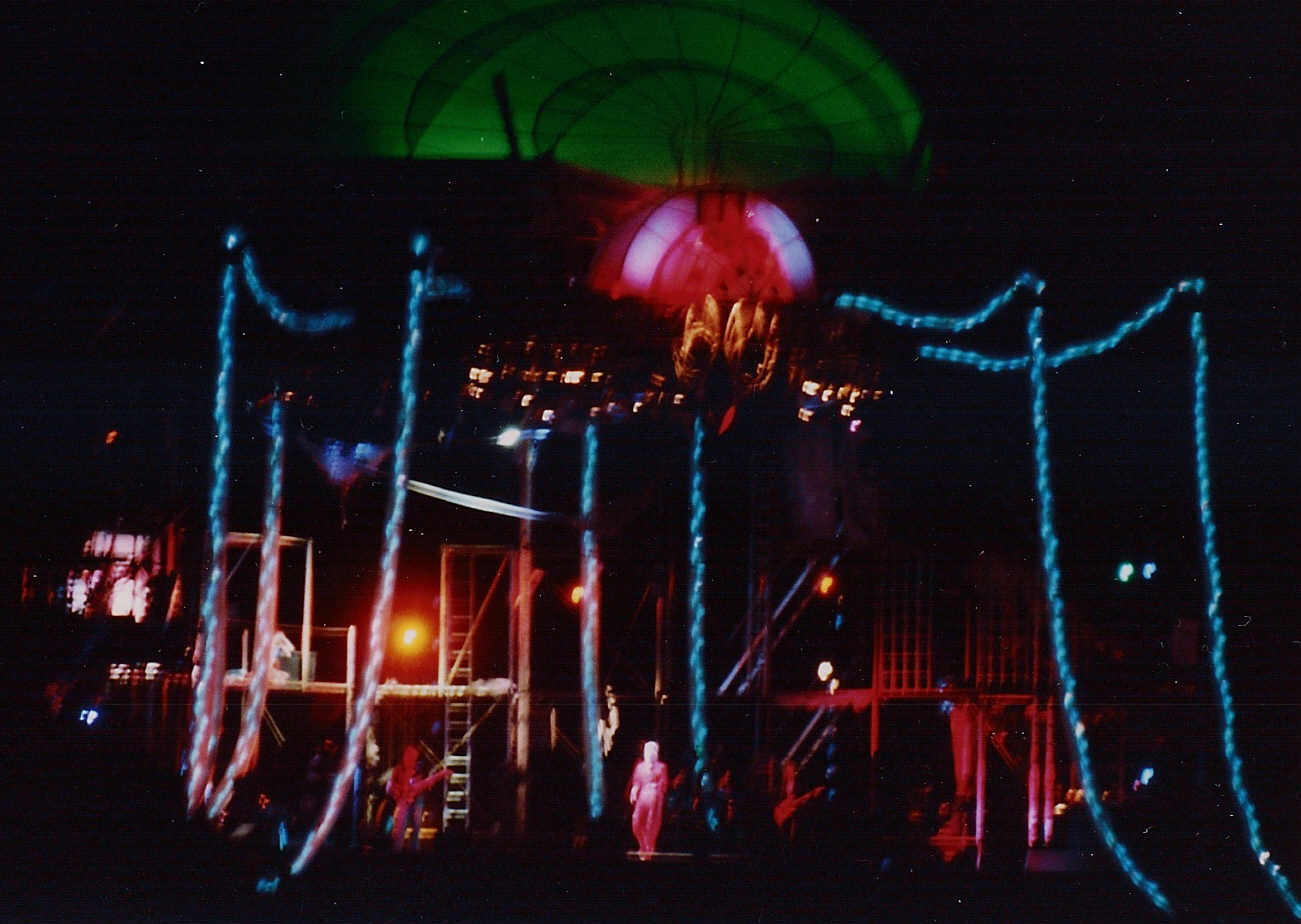
Bowie (ao centro) no palco de um show em Berlim para a promoção de Never Let Me Down.

Bowie sabia que promoveria o álbum com uma turnê, e em entrevistas disse: "Vou fazer uma coisa de palco este ano, e isso me deixa muito animado, porque vou me arriscar novamente", mas quando perguntado sobre detalhes, ele se recusava a dar qualquer informação, dizendo: "só farei o que sempre fiz, que é manter as coisas interessantes."
Bowie tocou várias das faixas do álbum durante uma turnê de imprensa que precedeu a Glass Spider Tour, uma turnê altamente teatral que atingiu uma audiência de cerca de seis milhões de fãs. Bowie queria produzir um tipo de apresentação que seguiria a partir ponto em que sua turnê Diamond Dogs, de 1974, havia parado. Embora considerada um sucesso comercial e de público, a turnê foi rejeitada pela crítica. Bowie planejou suas turnês seguintes de forma a evitar especialmente os aspectos que foram alvo de crítica na Glass Spider Tour, como as apresentações excessivamente teatrais. Desde então, focou mais na música em si. Apesar das críticas, Bowie afirmou que as performances nesta turnê foram a maior diversão que tivera até esse ponto da sua carreira.

## Legado do álbum
Inicialmente, após o lançamento do álbum, Bowie estava animado para voltar ao estúdio e gravar mais material, tendo composto canções que não haviam sido gravadas para Never Let Me Down. Ele disse que queria gravar mais música "experimental", referindo-se ao seu trabalho com Brian Eno nos anos 1970. Porém, devido às críticas negativas recebidas pelo álbum e sua turnê, Bowie deixou esse planos de lado e, em seu lugar, formou a banda de rock Tin Machine, que usou para rejuvenescimento artístico e criativo.

"Hoje eu ouço Never Let Me Down e queria ter sido menos indiferente à produção do álbum, porque havia algumas faixas boas, mas eu as negligenciei e ficaram muito fracas musicalmente; e eu não teria feito desta forma se estivesse mais envolvido."

David Bowie, 1993
Sua visão sobre o álbum foi tornando-se cada vez mais amarga, com o passar do tempo. Em 1990, durante entrevistas para sua turnê Sound+Vision Tour, Bowie comentou que sentia que estivera num "lamaçal" enquanto fazia o álbum, e expressou descontentamento com a perda de boas faixas ao permitir à produção do álbum que fosse criado um sentimento de "música de sessão".
Um ano depois, enquanto trabalhava com a Tin Machine no segundo álbum do grupo, ele falou sobre seus últimos álbuns: "Pode-se dizer que eu estava terrivelmente infeliz no fim dos anos 80. [...] Eu estava no submundo da aceitação comercial. 1983, 84, 85, 86, 87 - esses cinco anos foram simplesmente terríveis. [...] Never Let Me Down tinha boas canções que eu negligenciei. Eu não me apliquei verdadeiramente. Eu não estava muito certo sobre o que eu deveria estar fazendo. Eu queria que houvesse alguém, na época, para me contar."
Em 1993, enquanto fazia turnês de imprensa para seu álbum Black Tie White Noise, Bowie reconheceu que, apesar de Never Let Me Down ter vendido mais que todos seus álbuns anteriores (exceto Let's Dance), ele sentia que, enquanto o fizera, ele perdera quase todo o seu interesse em compor. Ele declarou: "No fim, não perdi as canções, mas perdi o som. [...] Eu literalmente as perdi ao dá-las a pessoas muito boas para arranjá-las, mas não me envolvendo, chegando quase à indiferença."

Em 1995, Bowie falou mais sobre como achava que sua criatividade e sua música haviam sofrido após o sucesso de Let's Dance:
[A grande fama da época] não significava absolutamente nada para mim. Não me fazia sentir-me bem. Me sentia insatisfeito com tudo que eu estava fazendo, e uma hora isso se refletiu no meu trabalho. Let's Dance foi um álbum excelente de certo estilo, mas os dois álbuns seguintes [Tonight and Never Let Me Down] mostraram que a falta de interesse no meu próprio trabalho estava se tornando transparente. Meu ponto mais baixo foi Never Let Me Down. Foi um álbum tão horrível. Cheguei a um ponto, hoje, em que não me julgo muito. Eu ponho para fora o que eu faço, seja nas artes visuais ou na música, porque sei que tudo que faço é sincero. Mesmo se for um fracasso artístico, não vai me incomodar como Never Let Me Down me incomoda. Eu não deveria nem ter me incomodado indo ao estúdio gravar aquele álbum. [Risos.] De fato, às vezes, quando eu o toco, questiono se realmente o gravei.
Nenhuma canção do álbum foi tocada nas turnês de Bowie após 1987. Apesar disso, à pedido de Bowie, Mario J. McNulty remixou "Time Will Crawl" na compilação de canções favoritas selecionadas pelo cantor, iSelect. O remix também foi incluído na coletânea comemorativa de 50 anos de carreira, Nothing Has Changed.

## Faixas
Esse foi o primeiro álbum com canções de duração diferente nos lançamentos em vinil, cassette e CD, sendo que quase todas as faixas deste último têm um maior tempo de duração.

### LP: EMI AMLS 3117 (Reino Unido)
Todas as faixas escritas e compostas por David Bowie (exceto onde anotado). 
| Lado A |                                                                       |         |  |
| N.º    | Título                                                                | Duração |  |
| 1.     | "Day-In Day-Out"                                                      | 4:38    |  |
| 2.     | "Time Will Crawl"                                                     | 4:18    |  |
| 3.     | "Beat of Your Drum"                                                   | 4:32    |  |
| 4.     | "Never Let Me Down" (Letra de Bowie, música de Bowie e Carlos Alomar) | 4:03    |  |
| 5.     | "Zeroes"                                                              | 5:46    |  |

| Lado B         |                                                                |         |  |
| N.º            | Título                                                         | Duração |  |
| 1.             | "Glass Spider"                                                 | 4:56    |  |
| 2.             | "Shining Star (Makin' My Love)"                                | 4:05    |  |
| 3.             | "New York's in Love"                                           | 3:55    |  |
| 4.             | "'87 and Cry"                                                  | 3:53    |  |
| 5.             | "Too Dizzy" (Letra de Bowie, música de Bowie e Erdal Kızılçay) | 3:58    |  |
| 6.             | "Bang Bang" (Iggy Pop, Ivan Kral)                              | 4:02    |  |
| Duração total: | Duração total:                                                 | 48:06   |  |

A versão encurtada do LP foi lançada, pela primeira vez digitalmente, em 2007, no iTunes (exceto "Too Dizzy").

### CD: EMI CDP 7 46677 2 (Reino Unido)
Todas as faixas escritas e compostas por David Bowie (exceto onde anotado). 
| N.º            | Título                                                                | Duração |  |
| 1.             | "Day-In Day-Out"                                                      | 5:35    |  |
| 2.             | "Time Will Crawl"                                                     | 4:18    |  |
| 3.             | "Beat of Your Drum"                                                   | 5:03    |  |
| 4.             | "Never Let Me Down" (Letra de Bowie, música de Bowie e Carlos Alomar) | 4:03    |  |
| 5.             | "Zeroes"                                                              | 5:46    |  |
| 6.             | "Glass Spider"                                                        | 5:30    |  |
| 7.             | "Shining Star (Makin' My Love)"                                       | 5:04    |  |
| 8.             | "New York's in Love"                                                  | 4:32    |  |
| 9.             | "'87 and Cry"                                                         | 4:18    |  |
| 10.            | "Too Dizzy" (Letra de Bowie, música de Bowie e Erdal Kızılçay)        | 3:58    |  |
| 11.            | "Bang Bang" (Iggy Pop, Ivan Kral)                                     | 4:28    |  |
| Duração total: | Duração total:                                                        | 53:07   |  |

### LP/CD: EMI EYS-91221/CP32-5398 (Japão)
O lançamento original da versão japonesa do álbum incluía uma regravação exclusiva da canção "Girls" (de Tina Turner) cantada em japonês. No LP, a canção foi colocada ao fim do Lado A.
| N.º | Título  | Notes | Duração |  |
| 6.  | "Girls" | Música e letras de Bowie e Kızılçay, tradução para o japonês de Hiro Hozumi, orientação de Kiri Teshigahara | 4:00    |  |

## Reedições
A faixa "Too Dizzy" foi excluída de reedições subsequentes do álbum, a pedido de Bowie, pois era a canção no disco de que menos gostava.

### Reedição de 1995 [Virgin CDVUS 98 (Reino Unido)]
A Virgin Records relançou o álbum em CD com três faixas bônus.
| N.º | Título                                                             | Notes                                          | Duração |  |
| 11. | "Julie"                                                            | Lado B do single "Day-In Day-Out" (1987)       | 3:45    |  |
| 12. | "Girls" (Edição estendida) (Bowie, Kızılçay)                       | Lado B do single "Time Will Crawl" (1987)      | 5:38    |  |
| 13. | "When the Wind Blows" (Letra de Bowie, música de Bowie e Kızılçay) | Da trilha sonora de When the Wind Blows (1986) | 3:36    |  |

### Reedição de 1999 (EMI)
A EMI relançou o álbum em 1999 com som digitalmente remasterizado em 24 bits, mas sem faixas bônus e "Too Dizzy".

### Reedição de 2007
Um relançamento japonês do álbum, baseado na reedição de 1999 da EMI, incluiu "Too Dizzy" na lista das faixas, mas a canção em si não está no disco.

### Reedição de 2009
Em 2009, o álbum foi relançado em formato SHM-CD. A reedição teve a mesma lista de faixas do relançamento de 2007.

## Créditos
Adaptado do folheto de Never Let Me Down.
Músicos
- David Bowie – vocais principais e de apoio; guitarra; teclado; Mellotron; sintetizador Moog; harmônica; pandeireta
- Carlos Alomar – guitarra; sintetizador de guitarra; pandeireta; backing vocals
- Erdal Kızılçay – teclado; bateria; baixo; trombeta; violinos; backing vocals
- Peter Frampton – guitarra solo
- Philippe Saisse – piano
- Carmine Rojas – baixo
- Stan Harrison – saxofone alto
- Steve Elson – saxofone barítono
- Lenny Pickett – saxofone tenor
- Earl Gardner – fliscorne
- Laurie Frink – trombeta
- Errol "Crusher" Bennett – percussão
- Sid McGinnis – guitarra solo em "Day-In Day-Out", "Time Will Crawl" e "Bang Bang"
- Mickey Rourke – rap intermediário em "Shining Star (Makin' My Love)"
- Robin Clark – backing vocals
- Lani Groves – backing vocals
- Diva Gray – backing vocals
- Gordon Grodie – backing vocals

Produção
- David Bowie – produtor
- David Richards – produtor; assistente de engenharia de mixagem
- Malcolm Pollack – engenheiro
- Bob Clearmountain – mixagem
- Bob Ludwig – masterização
- Mick Haggerty – arte; design
- Greg Gorman – fotografia
- Andre Gauchat – engenheiro assistente
- Jon Goldberger – engenheiro assistente
- Justin Shirley Smith – engenheiro assistente

## Desempenho nas paradas
| Paradas (1987)                                | Melhor posição |
| --------------------------------------------- | -------------- |
| Alemanha Ocidental - GfK Entertainment Charts | 11             |
| Austrália - Kent Music Report                 | 19             |
| Áustria - Ö3 Austria Top 40                   | 3              |
| Canadá - RPM Albums Chart                     | 6              |
| Espanha - Productores de Música de España     | 13             |
| Estados Unidos - Billboard 200                | 34             |
| Itália - Hit Parade Italia                    | 4              |
| Japão - Oricon                                | 6              |
| Países Baixos - Dutch Charts                  | 9              |
| Noruega - VG-lista                            | 3              |
| Nova Zelândia - Recorded Music NZ             | 14             |
| Reino Unido - UK Albums Chart                 | 6              |
| Suécia - Sverigetopplistan                    | 2              |
| Suíça - Schweizer Hitparade                   | 18             |

| Paradas (1987)                                         | Posição |
| ------------------------------------------------------ | ------- |
| Áustria - Ö3 Austria Top 40                            | 23      |
| Canadá - RPM Year-End                                  | 34      |
| França - Syndicat National de l'Édition Phonographique | 41      |
| Itália - Hit Parade Italia                             | 24      |
| Países Baixos - Dutch Charts                           | 46      |

### Singles
| Ano  | Single           | Parada                                     | Melhor posição |
| ---- | ---------------- | ------------------------------------------ | -------------- |
| 1987 | "Day-In Day-Out" | Alemanha Ocidental                         | 26             |
| 1987 | "Day-In Day-Out" | Áustria                                    | 25             |
| 1987 | "Day-In Day-Out" | Bélgica                                    | 10             |
| 1987 | "Day-In Day-Out" | Canadá                                     | 16             |
| 1987 | "Day-In Day-Out" | Estados Unidos (Mainstream Rock Tracks)    | 3              |
| 1987 | "Day-In Day-Out" | Estados Unidos (Hot Dance Music/Club Play) | 10             |
| 1987 | "Day-In Day-Out" | Estados Unidos (Billboard Hot 100)         | 21             |
| 1987 | "Day-In Day-Out" | Nova Zelândia                              | 12             |
| 1987 | "Day-In Day-Out" | Países Baixos                              | 15             |
| 1987 | "Day-In Day-Out" | Reino Unido                                | 17             |
| 1987 | "Day-In Day-Out" | Suécia                                     | 5              |
| 1987 | "Day-In Day-Out" | Suíça                                      | 28             |

| Ano  | Single              | Parada                                     | Melhor posição |
| ---- | ------------------- | ------------------------------------------ | -------------- |
| 1987 | "Time Will Crawl"   | Alemanha Ocidental                         | 57             |
| 1987 | "Time Will Crawl"   | Estados Unidos (Mainstream Rock Tracks)    | 7              |
| 1987 | "Time Will Crawl"   | Países Baixos                              | 71             |
| 1987 | "Time Will Crawl"   | Reino Unido                                | 33             |
| 1987 | "Never Let Me Down" | Canadá                                     | 37             |
| 1987 | "Never Let Me Down" | Países Baixos                              | 70             |
| 1987 | "Never Let Me Down" | Reino Unido                                | 34             |
| 1987 | "Never Let Me Down" | Estados Unidos (Mainstream Rock Tracks)    | 15             |
| 1987 | "Never Let Me Down" | Estados Unidos (Hot Dance Music/Club Play) | 17             |
| 1987 | "Never Let Me Down" | Estados Unidos (Billboard Hot 100)         | 27             |
| 1987 | "Bang Bang"         | Estados Unidos (Mainstream Rock Tracks)    | 38             |

## Vendas e certificações
| Região                                                 | Certificação | Unidades certificadas/Vendas |
| ------------------------------------------------------ | ------------ | ---------------------------- |
| Canadá (Music Canada)                                  | Platina      | 100,000*                     |
| Estados Unidos (RIAA)                                  | Ouro         | 500,000*                     |
| França (SNEP)                                          | Ouro         | 159,500                      |
| Reino Unido (BPI)                                      | Ouro         | 100,000*                     |
| *números de vendas baseados nas próprias certificações |              |                              |